# Ferante Colnago
Ferante Colnago (Split, 11. srpnja 1907. – Beograd, 15. svibnja 1969.) bio je hrvatski nogometaš i nogometni reprezentativac.

### Reprezentativna karijera
Za nogometnu reprezentaciju Kraljevine Jugoslavije odigrao je jednu utakmicu.